# Markthalle (Eaubonne)

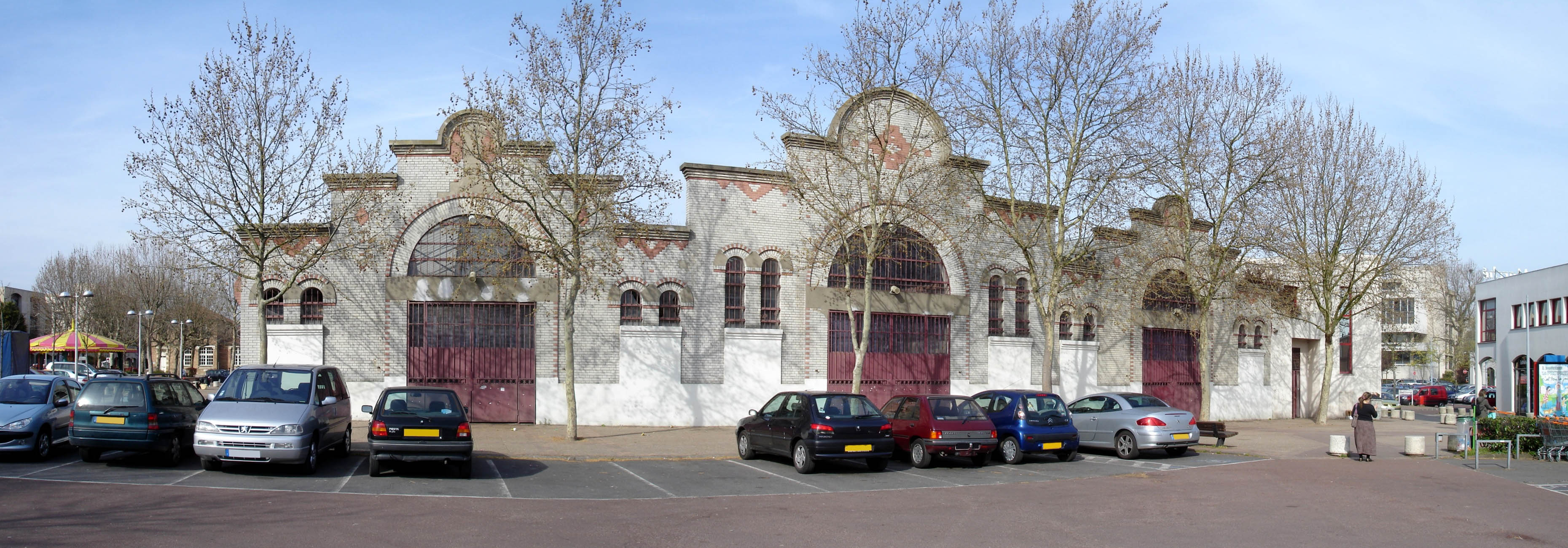
Markthalle in Eaubonne, Haupteingang

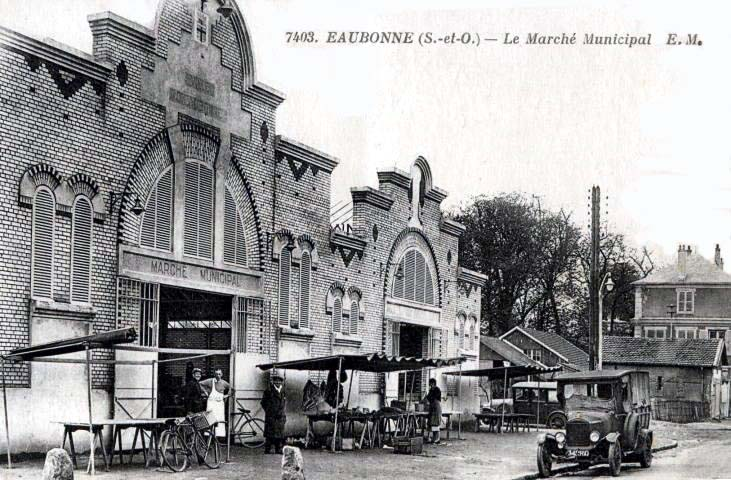
Die Markthalle in Eaubonne auf einer Postkarte (Anfang der 1930er Jahre)

Die Markthalle in Eaubonne, einer französischen Gemeinde im Département Val-d’Oise in der Region Île-de-France, wurde 1928 bis 1933 errichtet. Die Markthalle steht am Place du 11 Novembre.
Die Markthalle, inspiriert von den Markthallen von Victor Baltard, wurde nach Plänen des Architekten Maurice Léguiller erbaut. Das Gebäude besteht aus einer Stahlkonstruktion und einem Glasdach. Die repräsentative Eingangsfront wurde in Ziegelmauerwerk ausgeführt. 
Im Laufe ihrer Geschichte wurde die Markthalle auch als Veranstaltungshalle und Feuerwehrdepot genutzt. Seit der Renovierung in den 1990er Jahren dient das Gebäude wieder als Markthalle.